# Bladtjärnen (Ramnäs socken, Västmanland)
Bladtjärnen är en sjö i Surahammars kommun i Västmanland och ingår i Norrströms huvudavrinningsområde.